# Daniel-Paul-Romeo Gheorghe
Daniel-Paul-Romeo Gheorghe (n. 5 februarie 1977) este un senator român, ales în 2024 din partea SOS. În ianuarie 2025, a demisionat din partid și a ales să activeze ca independent.